# Jordanès
Jordanès ou Jornandès est un historien de langue latine du VIe siècle, issu du peuple des Ostrogoths, auteur d'une Histoire des Goths composée en 551, qui est le résumé d'une œuvre perdue de Cassiodore, chroniqueur et historien du début du VIe siècle.
Il s’agit du seul ouvrage contemporain de l'épopée des Goths et de la source la plus ancienne sur l’histoire et les mœurs de ce peuple germanique, qui regroupe à la fois les Ostrogoths et les Wisigoths.

## Biographie

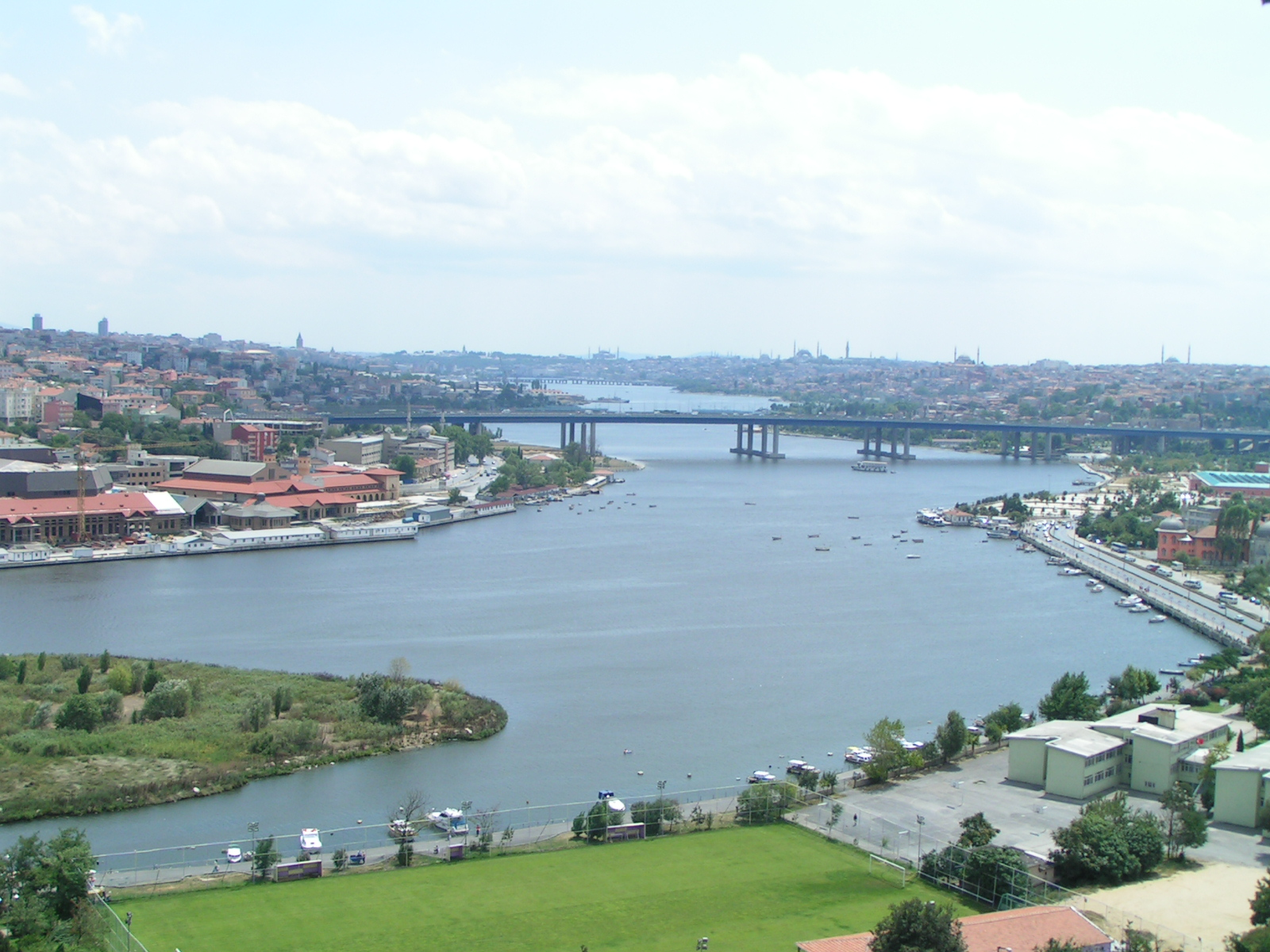
Istamboul, précédemment Constantinople, capitale de l’Empire romain d'Orient, où Jordanès composa ses Getica.

Sa vie n'est documentée que par ce qu’il dit de lui-même dans ses livres.
Jordanès est un Ostrogoth romanisé et converti, comme il l'indique sans donner d'autres précision, à une époque où les chrétiens sont partagés entre le courant nicéen reconnu par les empereurs et le courant arien qui prévaut chez les Goths depuis l'époque de l'évêque Wulfila.
Il est un moment notaire au service du général Gunthigis (dit « Baza ») en Italie.
Plus tard, il est évêque de Crotone en Calabre. Il séjourne à Constantinople en 551.
Il accompagne l’évêque de Rome Vigile à Ravenne, capitale du royaume ostrogoth (493-553) d'Italie, puis de l’exarchat de Ravenne après la reconquête de la région par Justinien.
On connaît deux ouvrages de Jordanès :
- L'Histoire des Goths ou Gétiques (Getica) ;
- L'Histoire romaine (Romana), qui va jusqu'en 552 et qui reprend d’anciens auteurs, notamment Jérôme de Stridon (saint Jérôme).

Témoin des guerres menées contre les Ostrogoths d'Italie, qui s'achèvent par leur défaite et leur extermination[réf. nécessaire] dans les années 550, Jordanès retraça l’histoire des Goths, leurs tentatives de sédentarisation dans les divers territoires traversés depuis leur migration de la Baltique (terres de Gothie en Europe orientale) ; ses écrits permettent de connaître mieux la période de l’empire hunnique et les guerres de succession qui s’ensuivirent.

## Le latin de Jordanès
La structure du latin de Jordanès manifeste une certaine instabilité, dans laquelle les érudits ont vu une preuve que l'auteur ne disposait plus d'un référentiel grammatical clair. Si l'on retient le milieu du VIe siècle pour la date de composition du De origine, il est alors trop tôt pour y déceler des symptômes d'évolution vers une langue romane spécifique.
Jordanès se qualifie lui-même d’agrammaticus (« homme sans lettres ») avant sa conversion. Cet obscur qualificatif est quelquefois interprété comme une allusion à sa connaissance du latin. Cela dit, l'instabilité morphologique est commune à tous les auteurs écrivant dans le latin vulgaire, et d'autre part Jordanès ne s'est pas mis à écrire juste après sa conversion, mais seulement après avoir fréquenté des locuteurs latins pendant des années, et après avoir lu plusieurs livres. Son style reflète sans doute l'état du latin écrit à l'époque de l'expansion des Goths.
Le latiniste américain Mierow (1908) résume ainsi les approximations du latin de Jordanès :
- Orthographe. — L'écriture de plusieurs mots s'est éloignée de leur forme classique, que Jordanès connaissait pourtant presque certainement : ainsi,
  - « Grecia » se substitue à « Græcia » ;
  - « Eoropam » ← « Europam »;
  - « Atriatici » ← « Adriatici ».
- Système des flexions. — les noms hésitent entre différentes déclinaisons, les verbes entre différentes conjugaisons. Parmi les altérations les plus fréquentes, on trouve des passages de la 4e à la 2e déclinaison (« lacu » devient « laco »), des adjectifs de la 2e déclinaison passent à la 3e déclinaison (« magnanimus » devient « magnanimis »), les ablatifs en -i disparaissent (« mari » devient « mare »). Le genre des noms, la voix des verbes changent parfois. Une évolution vers les formes modernes des langues latines est la disparition des déclinaisons de certains noms, comme « corpus » (indéclinable). De même, le -m final de l'accusatif disparaît, la voyelle précédente demeurant soit inchangée, soit muée en -o (comme cela s'est fait en italien et en roumain) : « Danubio » remplace « Danubium ».
- Syntaxe. — La confusion des cas et leur emploi incorrect après une préposition (inter Danubium Margumque fluminibus), les changements de temps à l'intérieur d'une même proposition (egressi .. et transeuntes), l'effacement du subjonctif devant l'indicatif, la confusion entre proposition principale et subordonnée, l'emploi inadéquat des  conjonctions de subordination.
- Sémantique. — Jordanès écrit germanus pour frater, proprius pour suus, civitas pour urbs, pelagus pour mare, etc.

## L'Histoire des Goths

### Titres attribués à l'ouvrage
Le titre latin de l'Histoire des Goths est De origine actibusque Getarum, littéralement L’origine et les hauts faits des Goths ; il existe d'autres titres en latin, Getica (Les Gétiques), De Rebus Geticis (« Les affaires gétiques »)

### Économie générale
L’Histoire des Goths s’ouvre sur une présentation géographique et ethnographique des pays d’Europe du Nord, particulièrement d’une île que Jordanès, se référant au géographe Ptolémée, appelle « Scandza ». L'auteur commence son récit de l'expansion des Goths avec l’émigration du chef Berig qui, avec trois navires de colons, serait parti il y a très longtemps de Scandza pour fonder sur les rivages de Poméranie le village de Gothiscandza (de) (25, 94). Sous la plume de Jordanès (ou peut-être même celle de Cassiodore), le demi-dieu des Gètes cité par Hérodote, Zalmoxis, devient un ancien roi des Goths (39). Jordanès raconte comment les Goths combattirent un pharaon du nom de Vesosis, puis comment, après s'être relevés d'un conflit avec Agamemnon, ils auraient « pillé Troie et Ilion ». La partie proprement historique (non mythique) du récit de Jordanès commence avec les premiers combats entre les Goths et l'armée romaine au IIIe siècle, et s’achève avec la défaite des Goths devant les troupes du général byzantin Bélisaire. Jordanès conclut son Histoire en la dédiant aux vainqueurs des Goths, plus de 2000 ans après les débuts de la migration de ce peuple du Nord.

### Portée historique
La version originale de l’Histoire de Cassiodore n'ayant pas survécu, le petit livre de Jordanès reste l’une des sources essentielles pour l’étude des Grandes invasions, surtout en ce qui concerne l’expansion des Ostrogoths et des Wisigoths à partir du IIIe siècle av. J.-C. Jordanès nous apprend que l’étude de Cassiodore s'appuyait surtout sur des chants traditionnels (carmina prisca en latin) des Goths ; mais les recherches actuelles mettent en doute cette assertion : il semble que l’Histoire de Cassiodore ait surtout visé à doter l'aristocratie gothique d’un passé glorieux, d’une histoire comparable à celle des grandes familles d'ordre sénatorial de l’Empire romain.

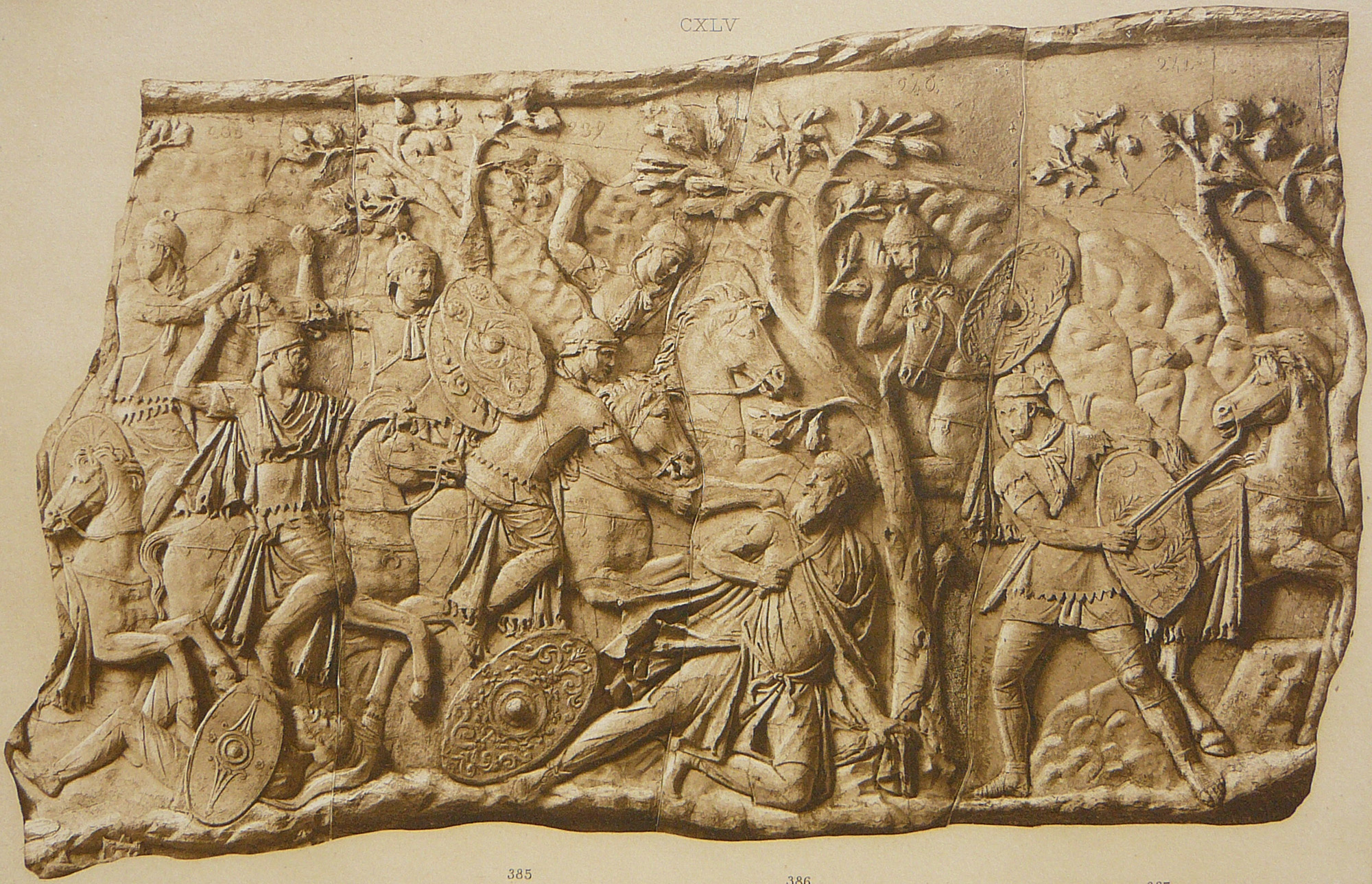
Les faits présentés dans les Getica relèvent de l'histoire des Gètes et des Daces.

Un passage controversé du livre de Jordanès, qui identifie l’antique peuple des Vénèdes (mentionné par Tacite, Pline l'Ancien et Ptolémée) avec les Slaves du VIe siècle, fut cité dès 1844 par plusieurs érudits d'Europe danubienne pour prouver l'existence d'une ethnie slave bien avant la dernière phase du Bas-Empire romain. Aujourd'hui, les chercheurs, s'appuyant sur l'absence de vestiges archéologiques et de données historiographiques claires, rejettent cette argumentation.
Cela dit, le De origine de Jordanès est aussi apprécié des médiévistes pour le récit qu'il donne de la campagne des Gaules d’un certain  Riothamus, « roi des Brettones », l'une des sources possibles d’inspiration des premières légendes arthuriennes.
Une question essentielle pour décider de la valeur historique de cette œuvre est l’exactitude de la chronologie des personnages qui y sont cités. Le contenu du livre laisse prise à des points de vue très différents : les critiques les plus sceptiques arguent que le De Origine est principalement mythologique ; ceux qui admettent que Jordanès a pu en être l'auteur, estiment qu'il n'a décrit réellement que ses contemporains, des barbares du VIe siècle, et que pour diverses raisons, sa principale source d'information, Cassiodore, n'est pas fiable : d'abord parce qu'elle est peu originale. De nombreux passages sont puisés des auteurs classiques grecs et latins, en prenant pour la description des Goths celle de Germains qui n'étaient pas forcément de cette ethnie. De plus, il semble bien que Jordanès a déformé le récit de Cassiodore en le résumant, et en y introduisant subrepticement des noms contemporains (du VIe siècle).
S’il est vrai qu'on ne peut prendre pour argent comptant tout ce que dit Jordanès, un rejet total de ses propos serait exagéré : par exemple, lorsque Jordanès affirme que les Goths ont quitté la Scandinavie en 1490 av. J.-C., il est dans une certaine mesure en accord avec les conclusions de certains chercheurs, comme l'historien autrichien Herwig Wolfram, qui estime qu'un clan de la tribu des Gutæ a dû quitter la Scandinavie bien avant le règne de la dynastie gothe des Amales. Ce clan peut avoir contribué à l’ethnogenèse des Gutones de Poméranie orientale (cf. culture de Wielbark). Autre exemple : l'historien de la littérature David S. Potter estime que le nom du roi Cniva, donné par Jordanès, est authentique, puisque ce nom, qui est absent de la généalogie mythique des rois goths, n'a pu être relevé par l'écrivain latin que dans une source du IIIe siècle.
Plusieurs historiens roumains et américains dénoncent l'assimilation par Jordanes des Gètes à une tribu des Goths,,,.
Selon Christensen, Troya et Kulikowski,,, les faits présentés dans les Getica relèvent de l'histoire des Gètes et des Daces (non de Goths). Ils rappellent que ces récits sont mêlés à beaucoup de faits fantastiques,,.

### Sources

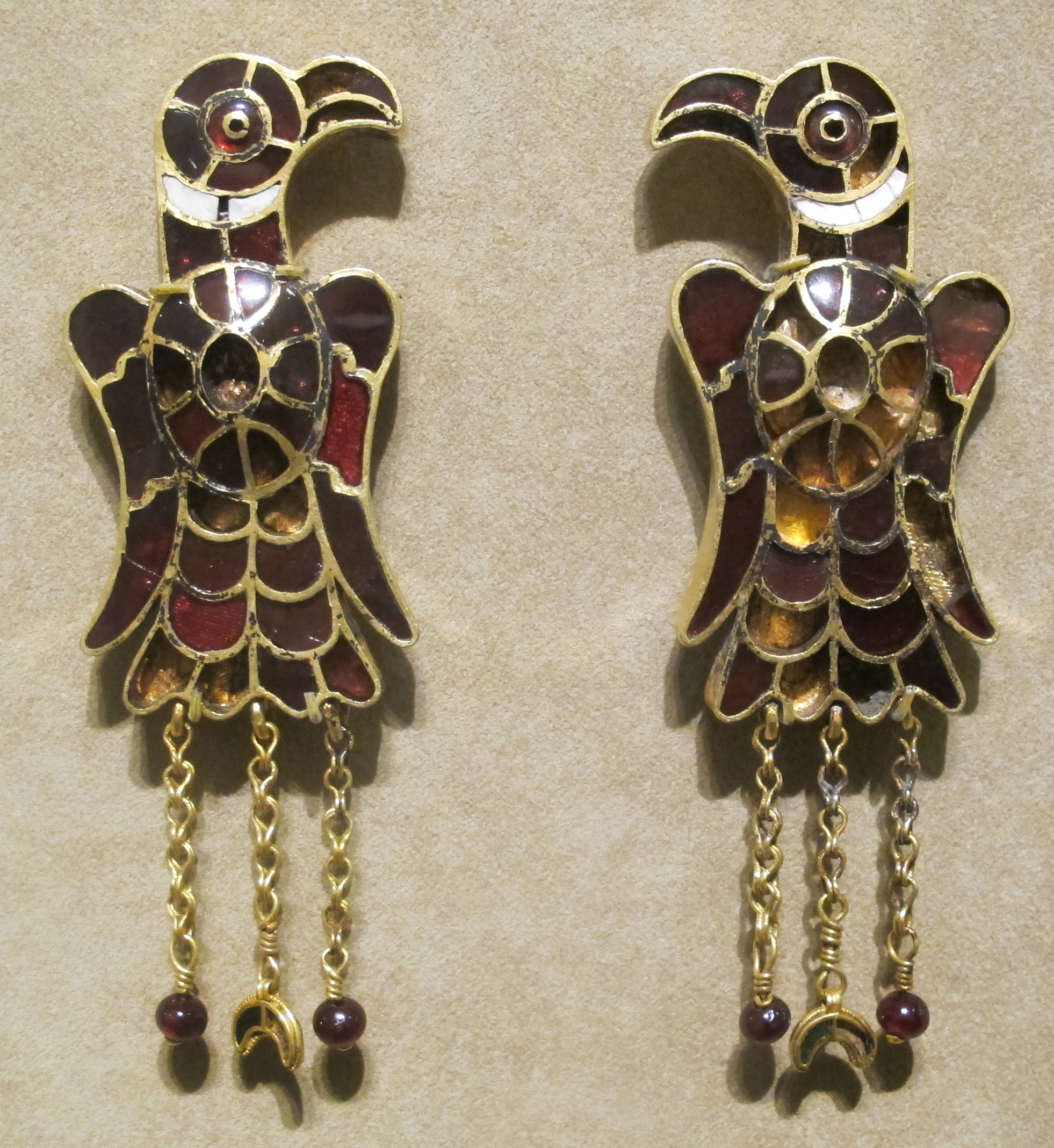
Orfèvrerie ostrogothe

#### Vue d'ensemble
Dans la lettre à son frère, qui sert de préface au De origine, Jordanès écrit qu'il se propose
« ...de resserrer en un seul et court volume les douze livres du sénateur Cassiodore, sur l’origine et l'histoire des Goths, depuis l’Antiquité jusqu’à nos jours. » L'ouvrage de Cassiodore est couramment intitulé Libri XII De Rebus Gestis Gothorum, écrit à la demande du roi ostrogoth Théodoric le Grand.
Jordanès reconnaît qu'il n'a pu vérifier lui-même les passages du livre de Cassiodore, ne l'ayant plus en mains, et qu'il a pu s'écarter des mots exacts, mais il pense se souvenir de tout le contenu de l'ouvrage. Il poursuit en indiquant qu'il a complété cette source par des extraits pertinents d'auteurs latins et grecs, ajouté une introduction et une conclusion, ainsi que quelques renseignements dont il avait une connaissance personnelle. Le texte, étant donné son contenu composite, est considéré comme une tentative de trier les sources documentaires en regroupant leurs enseignements par thèmes.
Ancien secrétaire d’un magister militum goth du nom de Gunthigis, Jordanès devait être bien placé pour connaître les traditions des Goths sans devoir s'en remettre à d'autres auteurs ; cependant, cela ne transparaît nulle part dans son livre, et même certains passages où l'auteur dit s'appuyer sur des carmina prisca se retrouvent en fait chez les auteurs classiques.

#### Jordanès et Cassiodore
Cassiodore, haut fonctionnaire de l'empire originaire d'Italie (natif de Squillace, en Calabre), connut l'apogée de sa carrière sous le règne de Théodoric, empereur dont la politique visait à rapprocher Romains et Goths. C’est sans doute à la demande de Théodoric que Cassiodore écrivit un livre sur les Goths qui devait, au fond, faire la preuve de l’Antiquité, de la noblesse et de l’aptitude au gouvernement de ces barbares.
Lorsqu'en 526 Théodoric mourut, Cassiodore conserva ses charges administratives sans perdre de vue l’objectif que l’ancien souverain lui avait assigné. Une lettre du roi Athalaric au sénat romain, datée de 533 et probablement rédigée par  Cassiodore, évoque l’Histoire des Goths où Cassiodore « a reconstitué [la succession] des Amales et le lustre de leur dynastie. » Ce De Rebus Gestis Gothorum a donc dû être composé entre 526 et 533 dans la capitale impériale, Ravenne, alors le siège du gouvernement. On ignore ce qu'est ensuite devenu l'ouvrage en 12 livres de Cassiodore. Jordanès nous apprend qu'il n'a pu consulter l'ouvrage qu'en demandant la permission au secrétaire de Cassiodore.
L'autonomie des royaumes goths prit fin en 539 avec la reconquête de l’Italie par le général byzantin Bélisaire, sous le règne de Justinien. Les derniers actes officiels préparés par Cassiodore furent rédigés alors qu'il était à la cour du roi goth Witiges, qui fut chassé de Constantinople en 540. Dans les années qui suivirent, plusieurs souverains fantôches administrèrent la ville tandis que Bélisaire empêchait les Goths de reprendre pied en Italie (mais la péninsule devait tomber aux mains des Lombards après la mort de Justinien).
Avec la chute de ses protecteurs, Cassiodore se retira en 540 dans sa ville natale de Squillace, où il employa ses richesses à fonder un monastère avec des écoles et une bibliothèque, le Vivarium.

#### Auteurs cités dans l’Histoire des Goths
Les événements, les personnages et les peuples cités dans l’« Histoire des Goths » sont présentés comme antérieurs de plusieurs siècles à l'époque où vivait Jordanès. Si on prend ce propos pour argent comptant, ils sont antérieurs à l'histoire de la Scandinavie.
Jordanès cite plusieurs auteurs anciens dont il a pu consulter les livres : certaines des œuvres en question sont aujourd'hui perdues, d'autres ont survécu. Mierow a donné la liste suivante de ces auteurs, tout en signalant que Jordanes a pu s'appuyer sur d'autres auteurs sans les mentionner explicitement :
- Ablabius. Cet historien, inconnu par ailleurs, serait l’auteur d'un essai Gothorum gentis (« Le peuple goth »), aujourd'hui perdu.
- Dexippe sur les Vandales et les Hérules.
- Dion, qui peut faire référence soit à Dion Cassius, soit à Dion Chrysostome, auteur lui aussi de Gétiques. Jordanès y a puisé pour sa description de la Grande-Bretagne.
- Fabius. Cet auteur, inconnu par ailleurs, aurait décrit le siège de Ravenne dans un ouvrage aujourd'hui perdu.
- Flavius Josèphe mentionne brièvement les Goths (en qui il voit des Scythes) au chap. IV de son Histoire des Juifs.
- Tite-Live, mentionne brièvement les Goths en II.10 de son Histoire romaine.
- Lucain cite les Amales en V.43 de son poème, la Pharsale.
- Trogue Pompée, dont les Historiæ Philippicæ ne nous sont connues que par l’epitome de Justin.
- Pomponius Mela, dont la Chorographia décrit le monde connu, et notamment les pays nordiques et d'extrême-occident.
- Priscus pour certaines anecdotes relatives à Attila.
- Ptolémée pour la description de la Scandinavie dans la Partie III des Gétiques.
- Strabon, référence la plus ancienne pour ce qui concerne la Grande-Bretagne.
- Symmaque : ses citations de l’Histoire Auguste sont mises à contribution à propos de Maximin II Daïa.
- Tacite, référence obligée pour ce qui concerne la Grande-Bretagne, sujet du De Agricola.
- Virgile, cité pour ses évocations des frontières du monde connu, notamment la légendaire Thyle[31].

### Tradition et établissement du texte
Un manuscrit de l’« Histoire des Goths » est redécouvert à Vienne en 1442 par l’humaniste italien Enea Silvio Piccolomini. L’editio princeps paraît en 1515 sur les presses de  Konrad Peutinger, et est suivie de plusieurs rééditions.
L’édition de référence reste encore aujourd’hui celle de l’érudit allemand Theodor Mommsen. Le meilleur manuscrit ayant servi aux éditions modernes était un codex du VIIIe siècle écrit à Heidelberg, mais qui disparut dans l'incendie de la propre maison de Mommsen, le 7 juillet 1880. Par la suite, on découvrit un autre manuscrit du VIIIe siècle contenant les chapitres I à XLV, le Codex Basile, conservé aux Archives d’État de Palerme. On dispose enfin de deux autres manuscrits de moindre valeur, le Vaticanus Palatinus (Xe siècle), et le manuscrit de Valenciennes (IXe siècle).
Le livre de Jordanès était déjà connu bien avant l'édition qu'en donna Mommsen en 1882 : Edward Gibbon le cite dans la somme en 6 volumes intitulée Histoire de la décadence et de la chute de l'Empire romain (1776) ; et avant lui Degoreus Whear (1623) citait déjà deux livres de Jordanès : De regnorum ac temporum successione et De rebus Geticis.

### Éditions et traductions de l’Histoire des Goths
- (fr) Histoire des Goths, traduction d'Auguste Savagner, édition de Nathalie Desgrugilliers-Billard, Éditions Paleo, Clermont-Ferrand, 2010, 159 p. [ (ISBN 978-2-84909-571-3)][37]
- (fr) Histoire des Goths, traduction d'Olivier Devillers, Paris, Les Belles Lettres, 1995  (ISBN 2-251339-27-2).
- ( lt/it ) Getica (Histoire des Goths), édition et traduction d'Antonino Grillone, Paris, Les Belles Lettres, 2017, CLXXX + 568 p.,  (ISBN 978-2-251-44743-8)
- (en) Herwig Wolfram, History of the Goths, traduction de Thomas J. Dunlap, Presses de l'Université de Californie, 1988  (ISBN 0-520-06983-8)
- (fr) Désiré Nisard (dir.), Ammien Marcellin, Jornandès, Frontin, Végèce, Modestus, Paris, Firmin-Didot, 1869 (lire en ligne)Texte latin et traduction française

### Ouvrages sur Jordanès
C'est un auteur sur lequel il n'existe en français que peu d'études ; ainsi, Jean Bayet ne l’évoque pas une fois dans sa Littérature latine.

#### Ouvrages anciens (XIXesiècleet début duXXe)
- (en) Oskar Seyffert, Dictionary of Classical Antiquities, Henry Nettleship and J. E. Sandys, 1894
- (en) Thomas, William and Gamble, Miller. The Monumenta Germaniae Historica: Its Inheritance in Source-valuation and Criticism, Washington, Catholic University of America, 1927.

#### Ouvrages récents
- (en) Walter Goffart, The Narrators of Barbarian History, A.D. 550-800 : Jordanes, Gregory of Tours, Bede and Paul the Deacon, Princeton (New Jersey), Princeton University Press, 1988, XV-491 p. (ISBN 0-691-05514-9, présentation en ligne), [présentation en ligne].
- (en) Walter Goffart, Barbarian Tides, The Migration Age and the Later roman Empire, University of Pennsylvania Press, 2006, [ (ISBN 0-8122-3939-3)]
- (en) David StonePotter, The Roman Empire at Bay AD 180–395, Routledge, 2004,  (ISBN 0-415-10058-5)
- (en) Arne Søby Christensen, Cassiodorus, Jordanes, and the History of the Goths. Studies in a Migration Myth, 2002,  (ISBN 978-87-7289-710-3)
- (en) Patrick Geary, The Myth of Nations, the Medieval Origins of Europe, Princeton University Press, 2002, [ (ISBN 0-691-11481-1)]
- (en) Florin Curta, The Making of the Slavs. History and Archaeology of the Lower Danube Region c.500-700, Cambridge University Press, 2001, [ (ISBN 0-521-03615-1)]
- (en) James J. O'Donnell, « The Aims of Jordanes », dans Historia, 1982, volume 31, p. 223-240.
  - (it) Costa, Gustavo. Le antichità germaniche nella cultura italiana da Machiavelli a Vico, 1977.  (ISBN 88-7088-001-X)

### Textes de Jordanès en ligne
- (la) De Origine Actibusque Getarum sur le site The Latin Library
- (la) et (fr) Jordanès, Histoire des Goths [détail des éditions] [lire en ligne] (sous la direction de Désiré Nisard, Paris, Firmin-Didot, 1869)
- (fr) Jordanès, Histoire générale des Goths, Paris, Veuve de Claude Barbin, 1703, 287 p. (lire en ligne)
- (en) Jordanes (traduction de Charles Mierow, introduction et commentaires de J. Vanderspoel), The Origin and Deeds of the Goths, Université de Calgary, 1915 (réimpr. 2006) (lire en ligne)

- (en) Cet article est partiellement ou en totalité issu de l’article de Wikipédia en anglais intitulé « Getica » (voir la liste des auteurs).